# Старики-разбойники
«Старики́-разбо́йники» — советский художественный фильм-трагикомедия, поставленный на «Мосфильме» в 1971 году режиссёром Эльдаром Рязановым.

## Сюжет
Следователя Николая Сергеевича Мячикова хотят отправить на пенсию по возрасту. Начальник Мячикова — прокурор Фёдор Федяев — мотивирует это тем, что за последние два месяца тот не раскрыл ни одного преступления, хотя на самом деле причина в другом: «сверху» поступило указание освободить место следователя для блатного Юрия Проскудина. Николай Сергеевич отказывается идти на пенсию, чувствуя в себе ещё достаточно сил для хорошей работы. Тогда Федяев заявляет, что «готов вернуться к этому разговору», если в течение ближайшего месяца Мячиков сможет как-то себя проявить. 

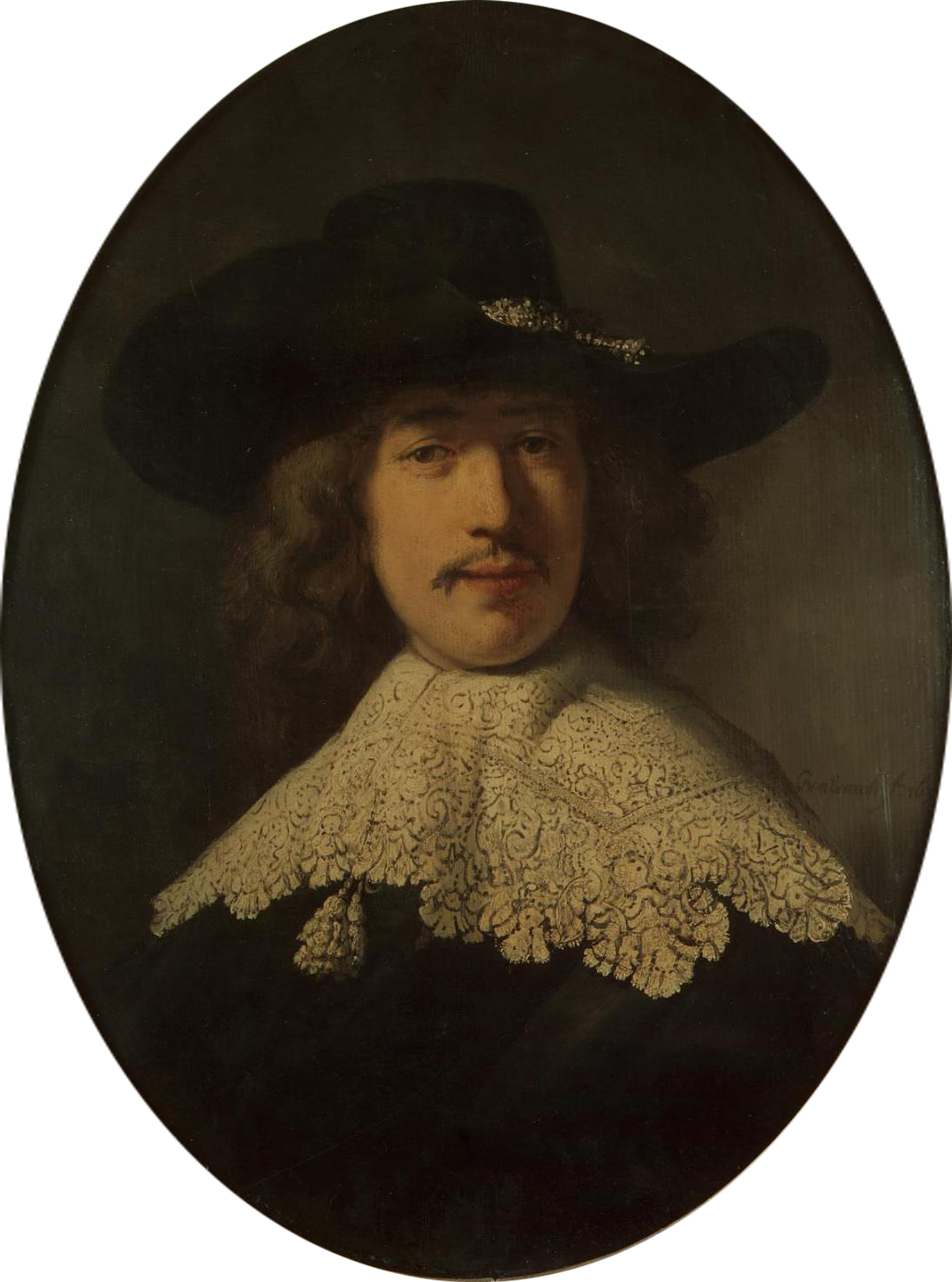
Украденная картина

В это же время выходит на пенсию и друг Мячикова — инженер Валентин Петрович Воробьёв. Но на прощальном собрании, тронутый речами коллег и несмотря на возрастные неприятности с сердцем, Валентин Петрович вдруг принимает решение остаться на работе и энергично его отстаивает, чем немало озадачивает и смущает своё руководство.
Хорошо понимая нежелание друга выходить на пенсию, Воробьёв предлагает организовать «преступление века», и после того, как Мячиков раскроет его, Федяеву ничего не останется, как оставить его на работе. Для начала, реализуя замысел Воробьёва, старики-разбойники похищают из музея картину Рембрандта «Портрет молодого холостяка» прямо на глазах у публики, унося его «на реставрацию». Тем не менее план полностью проваливается: в музее никто не хватился бесценной картины. Картину приходится вернуть на место, и этому тоже никто не удивляется.
Следующая идея Воробьёва — ограбить свою соседку, хорошую знакомую Мячикова, инкассатора Анну Павловну Суздалеву. Сговорившись с будущей потерпевшей, Воробьёв собирается на дело, но внезапно ему становится плохо, и грабить идёт сам Мячиков. Успешно захватив сумку с деньгами и уйдя от преследования, Мячиков прячется в подворотне и случайно встречается там с настоящим грабителем. Наутро Мячиков оказывается в очень затруднительном положении: деньги пропали, преступника не найти, а дело раскрывать надо.
Честный следователь продаёт всё своё имущество, но полную сумму собрать не удаётся. Анна Павловна, ничего не зная о настоящем ограблении, решает, что Мячиков просто присвоил часть денег себе. Единственный, кто сразу понимает, что Мячиков попал в беду — его друг Воробьёв; он отдаёт незадавшемуся разбойнику все свои сбережения со словами: «Мы с тобой жили честно, и давай помрём честно». Федяев догадывается, что следователь решил внести собственные деньги, лишь бы остаться на работе. Мячиков рассказывает начальнику, что и ограбление устроил он сам, но Федяев ему всё равно не верит. Тогда Николай Сергеевич на правах следователя арестовывает сам себя. В камере ему является «почти вещий» сон: в зале суда всё встало на свои места.
Завершается фильм кадрами, когда Мячиков поздним зимним вечером выходит из незапертой арестантской. Его ждут Анна Павловна с Воробьёвым, и троица удаляется, провожаемая зимней позёмкой.

## В ролях
| Актёр                 | Роль                                                         |
| --------------------- | ------------------------------------------------------------ |
| Юрий Никулин          | Николай Сергеевич Мячиков следователь                        |
| Евгений Евстигнеев    | Валентин Петрович Воробьёв инженер, друг Мячикова            |
| Ольга Аросева         | Анна Павловна Суздалева инкассатор, возлюбленная Мячикова    |
| Георгий Бурков        | Фёдор Фёдорович Федяев прокурор, начальник Мячикова          |
| Андрей Миронов        | Юрий Евгеньевич Проскудин «блатной»                          |
| Валентина Владимирова | Мария Тихоновна жена Воробьёва                               |
| Юрий Белов            | Петя милиционер на «проходной»                               |
| Валентина Талызина    | секретарша Федяева                                           |
| Роман Филиппов        | человек, ограбивший Мячикова                                 |
| Готлиб Ронинсон       | врач «скорой помощи»                                         |
| Юрий Смирнов          | слесарь домоуправления                                       |
| Лев Дуров             | шофёр инкассаторской машины                                  |
| Борис Рунге           | директор ограбленного обувного магазина                      |
| Ирина Мурзаева        | смотрительница музея                                         |
| Нина Агапова          | смотрительница музея                                         |
| Виктор Байков         | сослуживец Воробьёва, главный бухгалтер                      |
| Борис Владимиров      | сослуживец Воробьёва, начальник планового отдела             |
| Георгий Куликов       | сослуживец Воробьёва, начальник технического отдела          |
| Наталия Санько        | представитель от молодёжи, сослуживица Воробьёва             |
| Евгений Перов         | сослуживец Воробьёва, директор треста                        |
| Александр Ширвиндт    | референт министра                                            |
| Александр Январёв     | Володя сын Анны Павловны , жених Люси, хоккеист              |
| Эльдар Рязанов        | коллега Мячикова (нет в титрах)                              |
| Ольга Рязанова        | Люся дочь Валентина Петровича, невеста Володи (нет в титрах) |
| Юрий Яковлев          | текст от автора                                              |

## Съёмочная группа
- Сценарий — Эмиля Брагинского, Эльдара Рязанова
- Режиссёр — Эльдар Рязанов
- Операторы-постановщики — Генри Абрамян, Николай Немоляев
- Художник-постановщик — Михаил Богданов
- Композитор — Андрей Петров
- Второй режиссёр — Николай Досталь
- Звукооператор — Валерий Попов
- Художник по костюмам — Шелли Быховская
- Гримёр — Ольга Струнцова
- Монтажёр — Екатерина Карпова
- Комбинированные съёмки:
  - Оператор — Игорь Фелицын
  - Художник — Александр Клименко
- Дирижёр — Владимир Васильев
- Редактор — Анатолий Степанов
- Музыкальный редактор — Раиса Лукина
- Исполнители трюков — Александр Микулин, Василий Корзун, В. Балашов, Г. Провалов
- Ассистенты режиссёра — Елена Судакова, Николай Апарин
- Ассистенты оператора — Юрий Базаров, В. Новиков
- Ассистенты художника — В. Антоненков, Михаил Горизонтов
- Ассистент звукооператора: Валентина Щедрина
- Директор картины — Валентина Зайцева

## Съёмки
Большинство уличных сцен снято во Львове (Украинская ССР). В частности, видны архитектурные ансамбли на площади Рынок, Королевский арсенал (место работы Мячикова), Львовская ратуша (вид музея снаружи), Пороховая башня, Латинский собор, башня Корнякта и другие достопримечательности.
Почти все висящие в музее картины, включая похищенный «Портрет молодого холостяка», хранятся в Эрмитаже. Всадники, которые гонятся за Мячиковым в его кошмаре — это копии статуй кондотьера Гаттамелаты и кондотьера Коллеони из ГМИИ им. А. С. Пушкина.
Интерьерные сцены снимали в Москве. Так, сцена ограбления Мячикова снята по адресу Трубниковский переулок, 19 (где позднее снимался «Романс о влюблённых»), тогда как лестницу музея снимали на журфаке МГУ.